# Странник (вездеход)
«Странник» — двухзвенный вездеход-амфибия на шинах сверхнизкого давления. Производителем является российская компания ООО «Норд-Авто». Предназначен для перевозки людей и грузов по снежному и заболоченному бездорожью. Первое поколение называлось «Странник 06» и выпускалось с 2006 по 2008 годы, в настоящее время выпускается модификация «Странник 010».

## Особенности конструкции
Конструкция состоит из двух секций: управления и пассажирской. Днище секций — плоское и герментичное, все узлы и агрегаты находятся внутри секций. Каждая секция имеет по 4 колеса, приводимых в движение прижимными роликами с зубчатыми резиновыми накладками за рисунок протектора шин.
На «Страннике» используется трансмиссия из стандартных автомобильных узлов ВАЗ, что обеспечивает простоту в эксплуатации, облегчает техническое обслуживание и ремонт.
На плаву «Странник» держится за счёт герметичности секций и водоизмещения колёс. По воде вездеход передвигается за счёт вращения колёс.

## Технические характеристики
- Длина/ширина/высота, мм — 4360/2220/1830
- Клиренс, мм — 370
- Снаряженная масса, кг — 1180
- Грузоподъемность, кг — 700 (передняя секция - 200, задняя секция - 500)
- Скорость на суше, км/ч — 50
- Cкорость на плаву, км/ч — 1,5
- Двигатель — ВАЗ-2103
- Мощность, л.с. — 72
- Объем, см³ — 1500
- Марка топлива — бензин АИ-92
- Объем бензобака — 39 л
- Охлаждение — жидкостное
- Средний расход топлива, л/час — 5,5
- Тормоза — трансмиссионные, дисковые
- Радиус поворота, м — 9
- Способ управления — шарнирно-поворотное сцепное устройство (ломающаяся рама)
- Привод управления — Механический + ГУР
- Углы поворота шарнира поворотно-сцепного устройства в плоскостях, (градусы) — продольно-вертикальной 0, поперечно-вертикальной 360, горизонтальной ± 15
- Коробка передач — механическая, пятиступенчатая ВАЗ-2107
- Раздаточная коробка — ВАЗ-21213
- Редуктора мостов — ВАЗ-2106
- Количество пассажиров, чел — 6 (передняя секция (включая водителя) - 2,  задняя секция - до 4)
- Количество спальных мест — до 3
- Шины — низкого давления, собственной конструкции
- Размер шин, мм — 900х500-250
- Диапазон рабочих давлений, кгс/см² — 0,05…0,2